# Langenthal (Hirschhorn)
Langenthal ist ein Stadtteil von Hirschhorn im südhessischen Landkreis Bergstraße. Der Ort liegt etwa fünf Kilometer nordwestlich von Hirschhorn im Naturpark Bergstraße-Odenwald. Nur rund anderthalb Kilometer weiter nordwestlich liegt inmitten derselben Rodungsinsel im Tal des Ulfenbachs die Gemeinde Heddesbach in Baden-Württemberg, zu der früher enge Verbindungen bestanden.

## Geschichte

### Überblick
Der früheste erhalten gebliebene urkundliche Nachweis belegt das Bestehen des Ortes seit 1322. Langenthal, ein Wormser Lehen, war ein Besitz der Herren von Harfenberg und kam dann an die Landschaden von Steinach. Der Zehnte ging je zur Hälfte an die Landschad von Steinach und die Pfarrei in Heddesbach bzw. Neckarsteinach. Im späten 18. Jahrhundert gingen drei Viertel des Zehnten an die Wormser Hofkammer und ein Viertel an den Pfarrer in Neckarsteinach.
Wie das benachbarte Hirschhorn dürfte auch Langenthal stark unter den Folgen des Dreißigjährigen Kriegs gelitten haben. Nach dem Krieg war das Gebiet nahezu entvölkert. Ab 1700 übte Kurmainz die Herrschaft aus. Bereits 50 Jahre nach Ende des Dreißigjährigen Krieges hatte die Region erneut schwer unter Kriegsfolgen zu leiden, als Frankreich versuchte, seine Grenzen nach Osten zu verschieben. Erst mit dem Frieden von Rijswijk 1697 zogen sich die Franzosen hinter den Rhein zurück. Mit dem „Reichsdeputationshauptschluss“ vom 25. Februar 1803 kamen die Reste des Bistums Worms und damit Langenthal in der Herrschaft Neckarsteinach zur Landgrafschaft Hessen-Darmstadt, die 1806 von Napoleon zum Großherzogtum Hessen erhoben wurde.
In der Statistik des Grossherzogthums Hessen wird der Ort 1861 als Pfarrdorf mit 44 Häusern und 260 Einwohnern geführt.
Langenthal schloss sich anlässlich der Gebietsreform in Hessen am 1. April 1972 freiwillig der Stadt Hirschhorn an.

### Historische Beschreibungen
Die Statistisch-topographisch-historische Beschreibung des Großherzogthums Hessen berichtet 1829 über Langenthal:

„Langenthal (L. Bez. Hirschhorn) evangel. Protest. und kathol. Filialdorf, liegt an dem Ulvenbach und 3⁄4 St. von Hirschhorn, und hat 34 Häuser und 235 Einw., unter welchen 199 Evangel. Protest. und 36 Kath. sich befinden. Hier hatten die Herrn von Hirschhorn 1628 noch Leibeigene. Der Ort gehörte zum vormaligen Ritterkanton Odenwald und kam 1802 von Mainz an Hessen.“

Aus Das Großherzogthum Hessen nach Geschichte, Land, Volk, Staat und Oertlichkeit von 1854:

„Langenthal, ev. und kath. Filialort am Ulvenbach mit 1 Mühle, kam 1802 von Worms an Hessen. Gemarkung: 2348 Morgen (250 Acker, 104 Wiesen, 1994 Wald) Einw.: 255“

### Verwaltung und Gerichte
Im Großherzogtum Hessen gehörte der Ort zunächst zum Amt Hirschhorn, in das das ehemals wormsische Amt Neckarsteinach eingegliedert wurde. 1821 wurden im Rahmen einer umfassenden Verwaltungsreform die Amtsvogteien in den Provinzen Starkenburg und Oberhessen des Großherzogtums aufgelöst und Landratsbezirke eingeführt, wobei Langenthal dem Landratsbezirk Hirschhorn zugeteilt wurde. Im Rahmen dieser Reform wurden auch Landgerichte geschaffen, die nun unabhängig von der Verwaltung waren. Im Bezirk Hirschhorn war das Landgericht Hirschhorn in erster Instanz zuständig.
1832 wurden die Verwaltungseinheiten weiter vergrößert und es wurden Kreise geschaffen. In Süd-Starkenburg sollte es künftig nur noch die Kreise Bensheim und Lindenfels geben; der Landratsbezirk von Heppenheim sollte in den Kreis Bensheim fallen. Noch vor dem Inkrafttreten der Verordnung zum 15. Oktober 1832 wurde diese aber dahingehend revidiert, dass statt des Kreises Lindenfels neben dem Kreis Bensheim der Kreis Heppenheim als zweiter Kreis gebildet wurde, zu dem jetzt Langenthal gehörte.
Am 31. Juli 1848 wurden die Kreise und die Landratsbezirke abgeschafft und durch „Regierungsbezirke“ ersetzt, wobei die bisherigen Kreise Bensheim und Heppenheim zum Regierungsbezirk Heppenheim vereinigt wurden. Bereits vier Jahre später kehrte man aber zur Einteilung in Kreise zurück, wodurch neben dem Kreis Heppenheim wieder der Kreis Bensheim und vorübergehend auch wieder die Kreise Lindenfels und Wimpfen entstanden. Langenthal wurde dem neu gegründeten Kreis Lindenfels zugeordnet. Am 12. Mai 1874 wurden die beiden neuen Kreise wieder aufgelöst und Langenthal dem Kreis Heppenheim zugeteilt.
Die hessischen Provinzen Starkenburg, Rheinhessen und Oberhessen wurden 1937 nach der 1936 erfolgten Auflösung der Provinzial- und Kreistage aufgehoben. Zum 1. November 1938 trat dann eine umfassende Gebietsreform auf Kreisebene in Kraft. In der ehemaligen Provinz Starkenburg war der Kreis Bensheim besonders betroffen, da er aufgelöst und zum größten Teil dem Kreis Heppenheim zugeschlagen wurde. Der Kreis Heppenheim übernahm auch die Rechtsnachfolge des Kreises Bensheim und erhielt den neuen Namen Landkreis Bergstraße.
Die für Langenthal zuständige Gerichtsbarkeit wechselte ebenfalls mehrfach. Nachdem anfänglich das Landgericht Hirschhorn zuständig war, wurde dieses zum 1. Oktober 1879 durch das Amtsgericht Hirschhorn ersetzt und dem Bezirk des Landgerichts Darmstadt zugeteilt. Am 1. Juli 1968 wurde das Amtsgericht Hirschhorn aufgehoben und zur Zweigstelle Hirschhorn (Neckar) des Amtsgerichts Fürth. Am 1. November 2003 wurde schließlich auch diese Zweigstelle aufgelöst.
Die folgende Liste zeigt die Herrschaftsgebiete und Staaten, in denen Langenthal lag, sowie die Verwaltungseinheiten, denen es unterstand:
- vor 1803: Heiliges Römisches Reich, Hochstift Worms, Amt Neckarsteinach
- ab 1803: Heiliges Römisches Reich, Landgrafschaft Hessen-Darmstadt (durch Reichsdeputationshauptschluss), Fürstentum Starkenburg, Amt Hirschhorn
- ab 1806: Großherzogtum Hessen, Fürstentum Starkenburg, Amt Hirschhorn
- ab 1815: Großherzogtum Hessen[Anm. 1], Provinz Starkenburg, Amt Hirschhorn
- ab 1821: Großherzogtum Hessen, Provinz Starkenburg, Landratsbezirk Hirschhorn[Anm. 2]
- ab 1832: Großherzogtum Hessen, Provinz Starkenburg, Kreis Heppenheim
- ab 1848: Großherzogtum Hessen, Regierungsbezirk Heppenheim
- ab 1852: Großherzogtum Hessen, Provinz Starkenburg, Kreis Lindenfels
- ab 1865: Großherzogtum Hessen, Provinz Starkenburg, Kreis Heppenheim
- ab 1871: Deutsches Reich, Großherzogtum Hessen, Provinz Starkenburg, Kreis Heppenheim
- ab 1918: Deutsches Reich, Volksstaat Hessen, Provinz Starkenburg, Kreis Heppenheim
- ab 1938: Deutsches Reich, Volksstaat Hessen, Landkreis Bergstraße[12][Anm. 3]
- ab 1945: Amerikanische Besatzungszone, Groß-Hessen, Regierungsbezirk Darmstadt, Landkreis Bergstraße
- ab 1946: Amerikanische Besatzungszone, Land Hessen, Regierungsbezirk Darmstadt, Landkreis Bergstraße
- ab 1949: Bundesrepublik Deutschland, Land Hessen, Regierungsbezirk Darmstadt, Landkreis Bergstraße
- ab 1972: Bundesrepublik Deutschland, Land Hessen, Regierungsbezirk Darmstadt, Landkreis Bergstraße, Stadt Hirschhorn[Anm. 4]

## Bevölkerung

### Einwohnerstruktur 2011
Nach den Erhebungen des Zensus 2011 lebten am Stichtag dem 9. Mai 2011 in Langenthal 333 Einwohner. Darunter waren 12 (3,6 %) Ausländer. Nach dem Lebensalter waren 57 Einwohner unter 18 Jahren, 123 zwischen 18 und 49, 90 zwischen 50 und 64 und 66 Einwohner waren älter. Die Einwohner lebten in 135 Haushalten. Davon waren 27 Singlehaushalte, 51 Paare ohne Kinder und 45 Paare mit Kindern, sowie 9 Alleinerziehende und keine Wohngemeinschaften. In 30 Haushalten lebten ausschließlich Senioren und in 90 Haushaltungen lebten keine Senioren.

### Einwohnerentwicklung
| • 1829: | 235 Einwohner, 34 Häuser |
| • 1861: | 260 Einwohner, 44 Häuser |

| Langenthal: Einwohnerzahlen von 1829 bis 2022 | Langenthal: Einwohnerzahlen von 1829 bis 2022 | Langenthal: Einwohnerzahlen von 1829 bis 2022 | Langenthal: Einwohnerzahlen von 1829 bis 2022 | Langenthal: Einwohnerzahlen von 1829 bis 2022 |
| --- | --------------------------------------------- | --------------------------------------------- | --------------------------------------------- | --------------------------------------------- |
| Jahr |                                               |                                               |                                               | Einwohner                                     |
| 1829 | 1829                                          |                                               | 235                                           | 235                                           |
| 1834 | 1834                                          |                                               | 251                                           | 251                                           |
| 1840 | 1840                                          |                                               | 267                                           | 267                                           |
| 1846 | 1846                                          |                                               | 265                                           | 265                                           |
| 1852 | 1852                                          |                                               | 255                                           | 255                                           |
| 1858 | 1858                                          |                                               | 242                                           | 242                                           |
| 1864 | 1864                                          |                                               | 239                                           | 239                                           |
| 1871 | 1871                                          |                                               | 252                                           | 252                                           |
| 1875 | 1875                                          |                                               | 259                                           | 259                                           |
| 1885 | 1885                                          |                                               | 256                                           | 256                                           |
| 1895 | 1895                                          |                                               | 238                                           | 238                                           |
| 1905 | 1905                                          |                                               | 288                                           | 288                                           |
| 1910 | 1910                                          |                                               | 275                                           | 275                                           |
| 1925 | 1925                                          |                                               | 266                                           | 266                                           |
| 1939 | 1939                                          |                                               | 270                                           | 270                                           |
| 1946 | 1946                                          |                                               | 431                                           | 431                                           |
| 1950 | 1950                                          |                                               | 369                                           | 369                                           |
| 1956 | 1956                                          |                                               | 332                                           | 332                                           |
| 1961 | 1961                                          |                                               | 370                                           | 370                                           |
| 1967 | 1967                                          |                                               | 385                                           | 385                                           |
| 1970 | 1970                                          |                                               | 390                                           | 390                                           |
| 1980 | 1980                                          |                                               | ?                                             | ?                                             |
| 1990 | 1990                                          |                                               | ?                                             | ?                                             |
| 2000 | 2000                                          |                                               | ?                                             | ?                                             |
| 2011 | 2011                                          |                                               | 333                                           | 333                                           |
| 2013 | 2013                                          |                                               | 320                                           | 320                                           |
| 2022 | 2022                                          |                                               | 313                                           | 313                                           |
| Datenquelle: Historisches Gemeindeverzeichnis für Hessen: Die Bevölkerung der Gemeinden 1834 bis 1967. Wiesbaden: Hessisches Statistisches Landesamt, 1968. Weitere Quellen: LAGIS; Zensus 2011; 2013 |                                               |                                               |                                               |                                               |

### Historische Religionszugehörigkeit
| • 1829: | 199 evangelische (= 84,68 %) und 36 katholische (= 14,32 %) Einwohner |
| • 1961: | 283 evangelische (= 76,49 %), 77 katholische (= 20,81 %) Einwohner    |